# Den usynlige hånd
Den usynlige hånd er en metafor, der er brugt af den skotske filosof Adam Smith, grundlæggeren af moderne økonomisk tænkning. Udtrykket refererer til individet, som i en velfungerende markedsøkonomi (dvs. en økonomi, hvor der er fuldkommen konkurrence på alle markeder) vil handle til nytte for sig selv og samtidig hermed indirekte handle til nytte for samfundet eller kollektivet i den forstand, at udfaldet vil blive samfundsøkonomisk efficient. 

## Adam Smiths anvendelse af udtrykket
Adam Smith har anvendt udtrykket "en usynlig hånd" tre steder i sit samlede forfatterskab. Første gang i skriftet The History of Astronomy (skrevet før 1758), hvor det bruges om den måde, uvidende personer kan bruge til at omtale naturfænomener, som ellers forekommer uforståelige.
For det andet optræder udtrykket i Smiths første hovedværk, The Theory of Moral Sentiments fra 1759, i en forklaring om indkomstfordeling. Ifølge Smith vil selv en egoistisk jordejer blive ledt af en usynlig hånd til at fordele sit udbytte til de landarbejdere, der arbejder for ham.

For det tredje nævner Smith en usynlig hånd i sit andet hovedværk The Wealth of Nations ("Nationernes velstand") fra 1776 i kapitlet "Of Restraints upon the Importation from foreign Countries of such Goods as can be produced at Home", hvor han fortæller, at forbrugere naturligt vil ønske at vælge indenlandsk producerede frem for importerede varer:
| Citat | Ved at støtte den hjemmelige industri frem for den udenlandske har han alene sin egen gevinst i tankerne, og han ledes i dette som i så mange andre spørgsmål af en usynlig hånd til at gavne et formål, som ikke indgår i hans hensigt. Og det er nu heller ikke så dårligt for samfundet, at dette formål ikke indgår i denne hensigt. Ved at forfølge sin egen interesse fremmer han ofte samfundets interesse mere effektivt, end hvis han virkelig havde til hensigt at fremme den | Citat |
|       | |       |

## Moderne økonomisk fortolkning
I moderne økonomisk tankegang formuleres tanken bag metaforen om den usynlige hånd på den måde, at en økonomi med kompetitive markeder (dvs. markeder, hvor der er fuldkommen konkurrence) vil være pareto-optimal eller efficient: Det vil være umuligt at allokere resurserne på en anden måde, sådan at nogle bliver bedre stillet, uden at nogle andre får det dårligere. Dette er også indholdet i den økonomiske grundsætning, der hedder "velfærdsøkonomiens første hovedsætning". Denne hovedsætning, som blev bevist af de senere Nobelpristagere i økonomi Kenneth Arrow og Gérard Debreu, anses af mange økonomer for at være et af de vigtigste resultater overhovedet indenfor mikroøkonomien. Under de betingelser, som hovedsætningen præcist definerer, vil de mange millionvis af uafhængige handlinger foretaget af forbrugere og virksomheder, der hver især tager økonomiens priser for givet, føre til, at markederne vil fungere på en samfundsøkonomisk effektiv måde.
Idealet om markeder med fuldkommen konkurrence bliver derfor ofte indenfor økonomien anvendt som en norm, som virkelighedens markeder bliver holdt op imod. Hvis der er markedsfejl tilstede i økonomien (f.eks. dominerende virksomheder med markedsmagt eller asymmetrisk information, eksternaliteter eller offentlige goder), vil det pågældende marked ikke leve op til betingelserne i hovedsætningen, og resultatet derfor i almindelighed heller ikke være efficient. I sådanne tilfælde kan den usynlige hånd altså siges ikke at fungere. Et stort spørgsmål indenfor den økonomiske forskning, som der ikke er konsensus om svaret på, er derfor, i hvor høj grad virkelighedens markeder faktisk er kompetititive, eller i hvor høj grad de er præget af markedsfejl. I jo højere grad, man tror, at det sidste er tilfældet, jo kraftigere vil argumenterne være for, at der er behov for, at staten tager en aktiv rolle i reguleringen af markedsøkonomien for at gøre markederne mere kompetitive (ved at fjerne eller i det mindste afbøde virkningerne af markedsfejl).
Økonomen Joseph Stiglitz fra Columbia University, der modtog Nobelprisen i økonomi i 2001 og er kendt som en kraftig kritiker af forestillingen om, at markeder i almindelighed opfører sig kompetitivt, har udtrykt det sådan her: "...årsagen til, at den usynlige hånd ofte virker usynlig, er, at den ofte ikke er der."

## Trivia
"Den Usynlige Hånd" er også navnet på en pris for god undervisning, som hvert år siden 2000 er blevet uddelt af Socialøkonomisk Samfund og Økonomisk Institut på Københavns Universitet til en forelæser ved instituttet, som har demonstreret fremragende resultater ved undervisningen. Prisen er bl.a. blevet tildelt professorerne Claus Thustrup Kreiner, Christian Schultz og Niels Johannesen.